# Associazione Calcio Trento 1980-1981
Questa voce raccoglie le informazioni riguardanti l'Associazione Calcio Trento nelle competizioni ufficiali della stagione 1980-1981.

## Rosa
| N. |                   | Ruolo | Calciatore         |
| -- | ----------------- | ----- | ------------------ |
|    | Italia (bandiera) | D     | Paolo Bertin       |
|    | Italia (bandiera) | C     | Marzio Bertocchi   |
|    | Italia (bandiera) | A     | Giuliano Bocchio   |
|    | Italia (bandiera) | A     | Giancarlo Bonella  |
|    | Italia (bandiera) | C     | Danilo Chiarotto   |
|    | Italia (bandiera) | D     | Claudio Cianchetti |
|    | Italia (bandiera) | P     | Colombo            |
|    | Italia (bandiera) | D     | Walter Dal Dosso   |
|    | Italia (bandiera) | C     | Manuele Domenicali |
|    | Italia (bandiera) | D     | Antonio Favaro     |
|    | Italia (bandiera) | D     | Giorgio Fichera    |
|    | Italia (bandiera) | C     | Marco Franzoi      |

| N. |                   | Ruolo | Calciatore              |
| -- | ----------------- | ----- | ----------------------- |
|    | Italia (bandiera) | A     | Pier Giorgio Lutterotti |
|    | Italia (bandiera) | P     | Günther Maier           |
|    | Italia (bandiera) | D     | Sauro Marinelli         |
|    | Italia (bandiera) | D     | Ivano Osele             |
|    | Italia (bandiera) | P     | Fabrizio Paese          |
|    | Italia (bandiera) | A     | Orazio Parlato          |
|    | Italia (bandiera) | C     | Giampaolo Pellegrini    |
|    | Italia (bandiera) | A     | Fabrizio Prati          |
|    | Italia (bandiera) | C     | Fabio Sala              |
|    | Italia (bandiera) | A     | Giorgio Telch           |
|    | Italia (bandiera) | A     | Maurizio Villanova      |

## Risultati

### Campionato

#### Girone di andata
| 28 settembre 1980 1ª giornata | Casale | 1 – 0 | Trento |  |

| 5 ottobre 1980 2ª giornata | Trento | 2 – 1 | Fano |  |

| 12 ottobre 1980 3ª giornata | Triestina | 3 – 0 | Trento |  |

| 19 ottobre 1980 4ª giornata | Trento | 1 – 2 | Forlì |  |

| 26 ottobre 1980 5ª giornata | Treviso | 1 – 0 | Trento |  |

| 2 novembre 1980 6ª giornata | Trento | 1 – 0 | Sant'Angelo |  |

| 9 novembre 1980 7ª giornata | Trento | 2 – 1 | Sanremese |  |

| 16 novembre 1980 8ª giornata | Piacenza | 1 – 0 | Trento |  |

| 23 novembre 1980 9ª giornata | Trento | 1 – 1 | Mantova |  |

| 30 novembre 1980 10ª giornata | Parma | 3 – 4 | Trento |  |

| 7 dicembre 1980 11ª giornata | Empoli | 3 – 2 | Trento |  |

| 14 dicembre 1980 12ª giornata | Trento | 3 – 3 | Spezia |  |

| 21 dicembre 1980 13ª giornata | Reggiana | 3 – 0 | Trento |  |

| 4 gennaio 1981 14ª giornata | Trento | 4 – 1 | Novara |  |

| 11 gennaio 1981 15ª giornata | Prato | 0 – 0 | Trento |  |

| 18 gennaio 1981 16ª giornata | Trento | 2 – 0 | Modena |  |

| 25 gennaio 1981 17ª giornata | Cremonese | 2 – 0 | Trento |  |

#### Girone di ritorno
| 1º febbraio 1981 18ª giornata | Trento | 1 – 0 | Casale |  |

| 8 febbraio 1981 19ª giornata | Fano | 1 – 1 | Trento |  |

| 15 febbraio 1981 20ª giornata | Trento | 1 – 1 | Triestina |  |

| 22 febbraio 1981 21ª giornata | Forlì | 1 – 0 | Trento |  |

| 1º marzo 1981 22ª giornata | Trento | 2 – 1 | Treviso |  |

| 8 marzo 1981 23ª giornata | Sant'Angelo | 0 – 2 | Trento |  |

| 15 marzo 1981 24ª giornata | Sanremese | 2 – 2 | Trento |  |

| 29 marzo 1981 25ª giornata | Trento | 2 – 0 | Piacenza |  |

| 5 aprile 1981 26ª giornata | Mantova | 0 – 0 | Trento |  |

| 12 aprile 1981 27ª giornata | Trento | 3 – 0 | Parma |  |

| 26 aprile 1981 28ª giornata | Trento | 0 – 0 | Empoli |  |

| 3 maggio 1981 29ª giornata | Spezia | 0 – 0 | Trento |  |

| 10 maggio 1981 30ª giornata | Trento | 1 – 2 | Reggiana |  |

| 17 maggio 1981 31ª giornata | Novara | 3 – 1 | Trento |  |

| 24 maggio 1981 32ª giornata | Trento | 0 – 0 | Prato |  |

| 31 maggio 1981 33ª giornata | Modena | 2 – 4 | Trento |  |

| 7 giugno 1981 34ª giornata | Trento | 0 – 0 | Cremonese |  |